# Okružnaja (metropolitana di Mosca)
Okružnaja (in russo Окружная?) è una stazione della Metropolitana di Mosca situata sulla Linea Ljublinsko-Dmitrovskaja. Inaugurata il 22 marzo 2018, la stazione serve il quartiere di Timiryazevskij.

## Interscambi
Nei pressi della stazione si trovano due stazioni omonime, la prima lungo l'anello centrale di Mosca, la seconda lungo la linea 1 dei diametri centrali di Mosca.